# 77号美国国道
77號美國國道 （英語：U.S. Route 77）是美國南北走向的主要編號公路，從德克萨斯州的布朗斯維爾連結至爱荷华州的苏城，全長1,305 英里。
國道的南端可以通過退伍軍人國際橋，連接墨西哥101號公路和180號公路。國道的北端可與29號州際公路交匯。